# Снежная белая котинга
Снежная белая котинга (лат. Carpodectes nitidus) — вид птиц рода белые котинги семейства котинговых. Подвидов не выделяют. Размер взрослой снежной белой котинги составляет около 20 см. Самец очень заметен и полностью белый, за исключением небольшой области голубовато-серого оттенка на голове и спине. Верх самки бледно-буровато-серый с чуть более тёмными крыльями с белой каймой. Вокруг глаза есть белое кольцо, низ серовато-белый. У обоих полов клюв голубовато-серый, и это отличает птиц от похожих во всем остальном. Снежная белая котинга обитает в низменных влажных лесах Гватемалы, Гондураса, Никарагуа, Коста-Рики и Панамы.